# 约瑟夫·博阿凯
约瑟夫·尼乌马·博阿凯（英語：Joseph Nyumah Boakai，1944年11月30日—）是利比里亚农业学家、商人和政治人物，从2006年1月至2018年間任利比里亚副总统兼参议院议长，他也是非洲首位民选女性国家元首、前任利比里亚总统埃伦·约翰逊·瑟利夫的副手。2024年，博阿凯就任利比里亚总统至今。

## 个人生活
1944年11月30日，约瑟夫·博阿凯生于利比里亚洛法县福亚区（Foya District）的沃松加（Worsonga）村，他的双亲都不识字。他与妻子卡图穆·博阿凯（Kartumu Boakai）于1972年结婚，现生有四个孩子：三个儿子和一个女儿。他是一名基督徒，曾是一座浸信会教堂的一名执事。

## 教育
博阿凯在利比里亚和邻国塞拉利昂念小学和中学，高中毕业于利國首都蒙罗维亚的西非学院（College of West Africa），1972年大学毕业于利國最高学府利比里亚大学，获工商管理学士学位。他后来接受了美国国际开发署的资助，去美国留学深造，在堪萨斯州立大学学习，1976年毕业。

## 政治生涯
博阿凯不但在国营单位，也在私营部门工作。1970年代，他在利比里亚农产品营销公司（Liberia Produce Marketing Corporation）工作。从1983年至1985年，他在时任人民拯救委员会主席塞缪尔·多伊的军政府中任职，担任农业部长。担任利比里亚农业部长期间，他主持召开了有15国参加的西非水稻发展协会（现名非洲水稻中心）会议。后来他在位于美国首都华盛顿哥伦比亚特区的世界银行担任顾问，还创办了一家公司，销售农业设备并提供咨询服务。回国后，他又担任了利比里亚木材管理公司（Liberia Wood Management Corporation）和利比里亚炼油公司（Liberia Petroleum Refining Company）的董事长。
博阿凯是团结党党员，2005年作为团结党总统候选人埃伦·约翰逊·瑟利夫的搭档参加总统大选。瑟利夫赢得大选后，他成为副总统，同时兼任参议院议长。2011年利比里亚大选中，他再次成为瑟利夫的竞选搭档。瑟利夫胜选连任总统后，他继续担任副总统兼参议院议长。2023年，博阿凯参选利比里亚总统，并击败了谋求连任的总统乔治·维阿。2024年1月，博阿凯就任利比里亚总统，成為該國最老的總統。
博阿凯还是资源公司（LUSU Resource Corporation）的创始人、总裁和拥有者，也是利比里亚农机公司（AGROMACHINES Liberia）的共同拥有者。